# 算学宝鉴

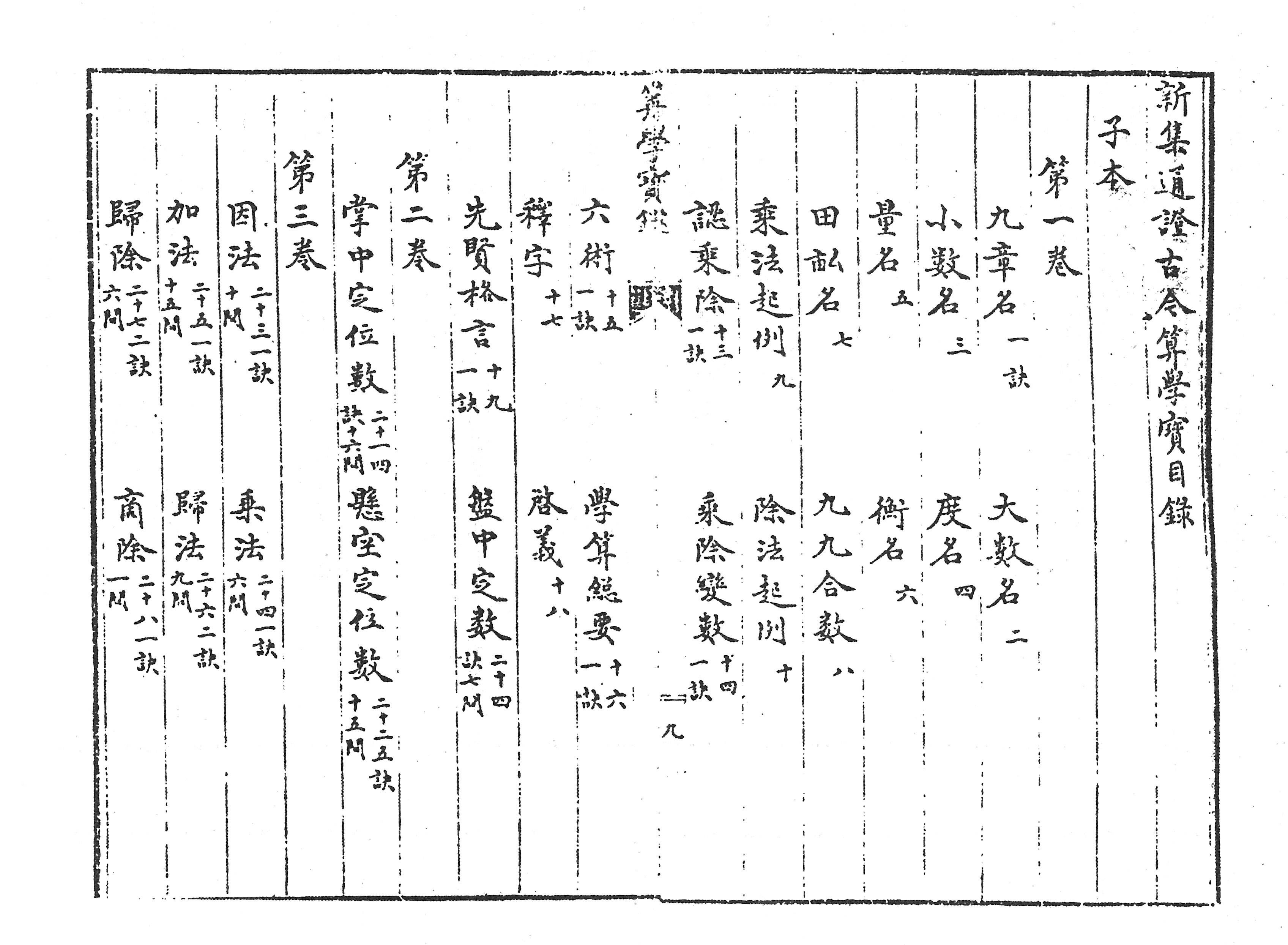
算学宝鉴书影

《算学宝鉴》，全称《新集通证古今算学宝鉴》，是明代数学家王文素於嘉靖三年（1524年）完成的算学著作。全書現存十二本四十二卷，分按地支編排。該書是明代水平最高的數學著作。傳世僅有一刊本，現藏於中國國家圖書館，近來陸續出現影印本、校本。

## 内容
- 首图：河图，洛书图，六觚图，方圆图，度图，量图，衡图，五辰图，五音相生图，律吕相生图，洛书均数图，花十六图，求等图，辐辏图，方胜图，王字图，古珞钱图，连环图，缨络图，三同六变图。
- 第一卷：九章名，大数名，小数名，度名，量名，衡名，亩名，九九合数，乘法起例，除法起例，认六法名，认法实，认乘除法，乘除变数，六术，学算总要，释字，启义，先贤格言，盘中定位数。
- 第二卷：掌中定位数，悬空定位数。
- 第三卷：因法，乘法，加法，归法，归除，商除，减法，斤称，端匹。
- 第四卷：求一代乘，求一代除，身前加，因代繁乘，损乘，连身加，重因重归，重加重减，相乘，实位相同，截法实乘，犯田法，犯斤称，前后犯合数，因总损零，归总还零。
- 第五卷：互换活法，单因代除，商因代繁除，众九相乘，众九为乘，众九为除，二位归法。
- 第六卷：乘法通变，除法通变。
- 第七卷：田亩，诸田求积。
- 第八卷：圆田求积，弧田求积。
- 第九卷：里里相乘，积亩求里，诸田带分子，忘长失阔，田求长阔。
- 第十卷：求田捷径

- 第十一卷：粟米，双头六草，重据换。
- 第十二卷：通分，同分，约分，合分，课分，平分，乘除带分子，论除尽否。
- 第十三卷：衰分，多出差分，课分互换。
- 第十四卷：贵贱分身，合和差分，异乘同除，同乘异除。
- 第十五卷：少广
- 第十六卷：平方，平方带分子，截长益广，分停求长阔，带从开平方，差步求和，积步求长阔，众和求长阔。
- 第十七卷：圭田求长阔，梯田求长阔，环田求长阔，长差求众广，井田求方，牛角田求长阔，弧田求矢，三角田求面，六角田求面。
- 第十八卷：梭田截面积，圭田截积，勾股田截积，梯田截积，繁广田截积，方田截积，六角田截积。
- 第十九卷：商功，方圆台求积，长亭台求积，高广不同堤，众广不同堤。
- 第二十卷：盘量仓窖，盘算草垛，立圆求积，金石评重。
- 第二十一卷 堆垛，算箭，分子立积。
- 第二十二卷 均输，轮流均数，迟疾行程，剪管。
- 第二十三卷 鼠尾差分，双鼠尾差分。
- 第二十四卷 就物抽分，误和差分，匿积差分，攒纳差分，收纳课税，短长同会。
- 第二十五卷 盈不足，互换盈不足，盈肭求原，递支盈不足，匿积盈不足，互益求原，折绳求木。
- 第二十六卷 方程，正负方程，互借求原，金破求原。
- 第二十七卷 众率分身，犯同方程。
- 第二十八卷 勾股，勾股较，勾股和，勾股率，方程入勾股，方求斜。
- 第二十九卷 勾股容方，勾股容圆，圭田容圆，梭田容圆，圆容方，圆套三圆，圆容三角，圆容直，径矢求弦，滚圆求周。
- 第三十卷

- 第三十一卷
- 第三十二卷
- 第三十三卷
- 第三十四卷
- 第三十五卷
- 第三十六卷
- 第三十七卷
- 第三十八卷
- 第三十九卷
- 第四十卷

- 第四十一卷
- 第四十二卷

## 註 釋
1. ↑  中国科学技术史学会编著.2009-2010科学技术史学科发展报告.北京:中国科学技术出版社.pp:46.
2. ↑  劉五然等.算學寶鑑校注,北京:科學出版社,2008.